# Ollie (Iowa)
Pour les articles homonymes, voir Ollie (homonymie).
Ollie est une ville du  comté de Keokuk, en Iowa, aux États-Unis. Elle est  incorporée le 1er mars 1892.

## Source de la traduction
- (en) Cet article est partiellement ou en totalité issu de l’article de Wikipédia en anglais intitulé « Ollie, Iowa » (voir la liste des auteurs).